# Climent Picornell Bauzà (fotògraf)
Climent Picornell Bauzà   (Sant Joan, 1956 - Palma, 2003) va ser un fotògraf mallorquí. Es va especialitzar en la fotografia de paisatges, fauna i flora endèmica de les Illes Balears com la serra de Tramuntana, el litoral i el Pla de Mallorca, d'on era originari.
Des del inicis de la seva carrera es va centrar en la fotografia ornitològica com es reflecteix en la seva contribució a l'Atles ornitonímic de les Illes Balears, una obra dedicada a la preservació dels noms dels ocells. A més, va realitzar fotografies de la flora endèmica de les Illes Balears, amb fotografies d'orquídies, líquens i altres plantes d'interès històric i científic. Les seves fotografies també apareixen en les següents publicacions: Història natural dels Països Catalans,  Els endemismes de Balears, Les orquídies de Balears, Les Balears abans dels humans, Atles de les Illes Balears, Mallorca imatges per a la felicitat, Les Illes de la imaginació i Apunts del Pla de Mallorca.
Va rebre el Premi de Flora del Jardí Botànic de Sóller, el Premi Nacional de Fotografia FUJI i el Premi del Festival Internacional de Fotografia de Sant Sebastià.

## Llegat i memòria
Des del 2007 l'Associació de Fotògrafs de Natura de les Illes Balears (AFONIB) organitza cada any el Memorial Climent Picornell - Certamen de fotografia de natura, un certamen de fotografia de les Illes Balears que manté viu el seu record. Inicialment va néixer com a iniciativa de l'AFONIB i fou organitzat pel Govern Balear durant el període 2004-2010. A partir de 2013, l'AFONIB passà a organitzar-lo amb recursos propis.
El 26 de gener de 2018 el seu fons de 10.000 fotografies en color damunt pel·lícula, realitzades entre els anys 1970 i finals del segle xx va ser donat a l'Arxiu Històric de la Universitat de les Illes Balears.